# Premi Turner

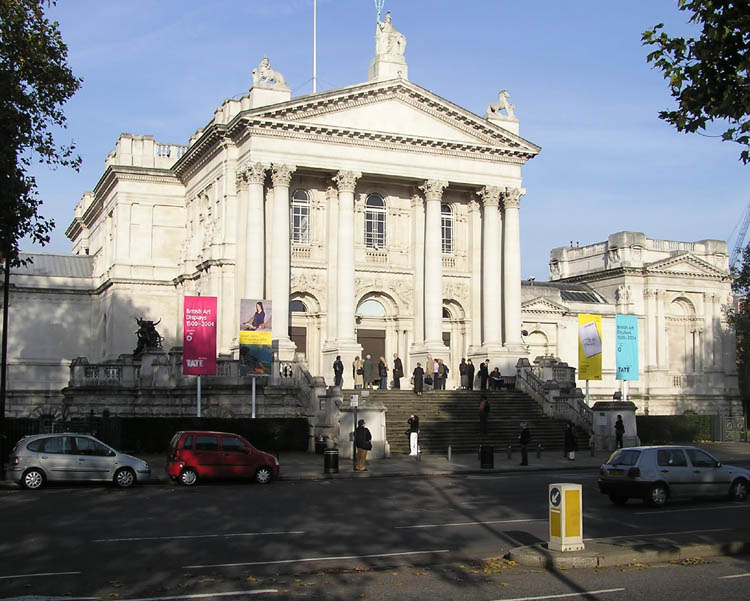
Tate Britain: Lloc on se celebra el Premi Turner

El Premi Turner és un esdeveniment anual on es concedeix un guardó a un artista britànic menor de 50 anys. El premi va ser anomenat així en honor del pintor Joseph Mallord William Turner. És organitzar per la Tate Gallery de Londres, i des dels seus principis el 1984 s'ha convertit en el premi artístic més promocionat del Regne Unit, generalment creant articles amb forta controvèrsia en la premsa per les seves exposicions, com the shark (el tauró) de Damien Hirst i My Bed (El meu llit) de Tracey Emin. El premi és de 40,000£ des de 2004, que en 2019 van compartir els quatre nominats, i en 2020 fou substitit per 10 beques Turner de 10.000 liures cada una per ajudar els artistes en la pandèmia per coronavirus de 2019-2020.
La identitat del premi Turner està profundament associada amb l'art conceptual. És interessant assenyalar que, per a dues de les seves primeres edicions, Art & Language va ser nominat el 1986 i Terry Atkinson (un dels fundadors i membre d'Art & Language) també va ser nominat el 1985.

## Guardonats i seleccionats
| Any  | Guanyador (Obra)                                                            | Seleccionats                                                                                         |
| ---- | --------------------------------------------------------------------------- | --- |
| 1984 | Malcolm Morley (Farewell to Crete)                                          | Richard Deacon, Gilbert y George, Howard Hodgkin i Richard Long                                      |
| 1985 | Howard Hodgkin (A Small Thing But My Own)                                   | Terry Atkinson, Tony Cragg, Ian Hamilton Finlay, Milena Kalinovska i John Walker                     |
| 1986 | Gilbert y George (Coming)                                                   | Art & Language, Victor Burgin, Derek Jarman, Steven McKenna i Bill Woodrow                           |
| 1987 | Richard Deacon (To My Face No.1)                                            | Patrick Caulfield, Helen Chadwick, Richard Long, Declan McGonagle i Thérèse Oulton                   |
| 1988 | Tony Cragg (George and the Dragon)                                          | Lucian Freud, Richard Hamilton, Richard Long, David Mach, Boyd Webb, Alison Wilding i Richard Wilson |
| 1989 | Richard Long (White Water Line)                                             | Gillian Ayres, Lucian Freud, Giuseppe Penone, Paula Rego, Sean Scully i Richard Wilson               |
| 1990 | Premi suspès                                                                | - |
| 1991 | Anish Kapoor (Untitled (Sandstone and pigment))                             | Ian Davenport, Fiona Rae i Rachel Whiteread                                                          |
| 1992 | Grenville Davey (HAL)                                                       | Damien Hirst, David Tremlett i Alison Wilding                                                        |
| 1993 | Rachel Whiteread (House Commissioned by Artangel Trust and Beck's)          | Hannah Collins, Vong Phaophanit i Sean Scully                                                        |
| 1994 | Antony Gormley (Testing a World View)                                       | Willie Doherty, Peter Doig i Shirazeh Houshiary                                                      |
| 1995 | Damien Hirst (Mother and Child, Divided)                                    | Mona Hatoum, Callum Innes i Mark Wallinger                                                           |
| 1996 | Douglas Gordon (Confessions of a Justified Sinner)                          | Craigie Horsfield, Gary Hume i Simon Patterson                                                       |
| 1997 | Gillian Wearing (Single channel vídeo artwork in colour with sound)         | Christine Borland, Angela Bulloch i Cornelia Parker                                                  |
| 1998 | Chris Ofili (No Woman, No Cry)                                              | Tacita Dean, Cathy de Monchaux i Sam Taylor-Wood                                                     |
| 1999 | Steve McQueen (artista) (Deadpan)                                           | Jane and Louise Wilson, Steven Pippin i Tracey Emin                                                  |
| 2000 | Wolfgang Tillmans (Installation view from the Turner Prize exhibition 2000) | Glenn Brown, Michael Raedecker i Tomoko Takahashi                                                    |
| 2001 | Martin Creed (The Lights Going On and Off)                                  | Richard Billingham, Isaac Julien i Mike Nelson                                                       |
| 2002 | Keith Tyson (Installation view from the Turner prize exhibition)            | Fiona Banner, Liam Gillick i Catherine Yass                                                          |
| 2003 | Grayson Perry (vases)                                                       | Jake y Dinos Chapman, Willie Doherty i Anya Gallaccio                                                |
| 2004 | Jeremy Deller (Memory Bucket, documentary)                                  | Kutlug Ataman, Langlands and Bell i Yinka Shonibare                                                  |
| 2005 | Simon Starling (Shedboatshed)                                               | Darren Almond, Gillian Carnegie i Jim Lambie                                                         |
| 2006 | Tomma Abts (abstract paintings)                                             | Phil Collins (artista), Mark Titchner i Rebecca Warren                                               |
| 2007 | Sak V Kahn                                                                  | |
| 2008 | Mark Leckey                                                                 | |
| 2009 | Richard Wright                                                              | |
| 2010 | Susan Philipsz                                                              | |
| 2011 | Martin Boyce                                                                | |
| 2012 | Elizabeth Price                                                             | |
| 2013 | Laure Prouvost                                                              | |
| 2014 | Duncan Campbell                                                             | |
| 2015 | Col·lectiu Assemble                                                         | |
| 2016 | Helen Marten                                                                | |
| 2017 | Lubaina Himid                                                               | |
| 2018 | Charlotte Prodger                                                           | |
| 2019 | Lawrence Abu Hamdan, Helen Cammock, Tai Shani, Oscar Murillo                | |
| 2020 | Es substitueix per 10 beques de 10.000 lliures cada una                     | |